# 007：皇家赌场 (1967年电影)
《007：皇家赌场》（英語：Casino Royale）是一部1967年的间谍喜劇電影，由哥倫比亞電影公司出品，非由米高梅製作的007系列電影。
本片故事大致上改编自伊恩·佛萊明的第一部邦德小说《皇家赌场》，由大衛·尼文饰演詹姆斯·邦德。这部电影收到的评价总体为负面，一些影评人认为它混乱不清。羅傑·艾伯特称之为“可能是史上最放纵的电影”，然而安德雷·勒瓦修（Andrea LeVasseur）认为它是一部“迷幻、荒谬的杰作”。

## 主要演員
- 彼得·謝勒 飾演 伊夫林川柏／007詹姆斯龐德
- 大衛·尼文 飾演 詹姆斯龐德爵士
- 伍迪·艾倫 飾演 吉米·龐德／諾瓦博士
- 烏蘇拉·安德斯 飾演 魏斯博·林德／007詹姆斯龐德
- 奧森·威爾斯 飾演 席福